# Ичан Кала
Ичан Кала (на узбекски: Ichan Qa'la) е крепостният стар град на Хива, Узбекистан. От 1990 г. е включен в списъка на световното културно и природно наследство на ЮНЕСКО.
Старият град съдържа над 50 исторически паметника и 250 старинни къщи, датиращи главно от 18 – 19 век. Джамията Джума е построена през 10 век, но преустроена през 1788 – 1789 г. Хипостилната ѝ зала, обаче, все още включва 112 колони от древната структура.
Една от най-видните особености на Ичан Кала са назъбените тухлени стени и четирите порти – по една от всяка страна на правоъгълната крепост. Макар че основите са положени преди 10 век, днешните 10-метрови стени най-вероятно са издигнати към края на 17 век, а по-късно са били поправени.
Оазисът на Хива е бил място за почивка на керваните, преди да започнат прехода си през пустините на Иран. В днешно време, Ичан Хива представлява ясен и добре запазен образец на мюсюлманската архитектура в Централна Азия.